# Troian Bellisario
Troian Avery Bellisario (Los Angeles, Kalifornia, 1985. október 28. –) amerikai színésznő.
Legismertebb szerepe Spencer Hastings a Hazug csajok társasága (2010–2017) című drámasorozatban.

## Gyermekkora
Los Angelesben született és nőtt fel. Édesanyja Deborah Pratt színésznő és producer, édesapja Donald P. Bellisario, aki szintén televíziós producer. Testvére Nicholas Bellisario (Nicholas Dante Bellisario), féltestvérei Micheal Bellisario, David Bellisario és Julie B. Watson. Van két mostohatestvére is: Chad W. Murray producer és Sean Murray színész.
A színészet miatt nem ment Borostyán Ligás egyetemre. A Kaliforniai Egyetemen diplomázott 2009-ben.

## Pályafutása
Először 1988-ban, háromévesen tűnt fel a képernyőn. A XX. századi Drakula című filmthrillerben Nuzo lányát alakította. A film írója és rendezője édesapja, Donald P. Bellisario volt. 1990 és 2007 között több sorozatban is vendégszerepelt: Quantum Leap – Az időutazó, Tequila és Bonetti, JAG – Becsületbeli ügyek, Az igazság napja és NCIS. Utóbbiban ő alakította Sarah McGee-t, Timothy McGee testvérét – a Timothyt alakító Sean Murray a valóságban a mostohatestvére. Ezeknek a sorozatoknak szintén édesapja volt a producere.
1998-ban Mary-Kate és Ashley Olsennel szerepelt az Anya kerestetik című vígjátékban. 2006-tól számos független rövidfilmben is szerepelt. 2010-ben főszerepet kapott a Consent című filmdrámában, amelyet csak 2013. február 19-én mutattak be. A filmben Amandát, egy manhattan-i család legidősebb lányát alakítja, akinek meggyűlik a baja a droggal és az alkohollal Egy kis szerepben felbukkant a 2010-ben forgatott Peep World című vígjáték-drámában, melyben Kate Mara, Michael C. Hall, Judy Greer és Ron Rifkin is játszott.
2010 júniusában bemutatták az ABC csatorna Hazug csajok társasága című drámasorozatát, mely Sarah Sheppard könyve alapján készült. Troian a gazdag Spencer Hastingset alakítja. Partnerei Lucy Hale, Ashley Benson és Shay Mitchell voltak. A televíziós siker ellenére nem hagyta abba filmes karrierjét. Nemcsak szereplője, hanem írója és producere is lett az Exiles (2013) rövidfilmnek. Főszereplője a Lauren című webes drámasorozatnak, mely 2012. augusztus 13-án debütált és egy évig futott. 2015-ben egy epizód erejéig beugrott a Briliáns elmék című sorozatba.

## Magánélete
2016. december 10-én feleségül ment Patrick J. Adamshez. Két gyermekük született.

## Filmográfia

### Filmek
| Év   | Cím                                | Szerep           | Megjegyzés                    |
| ---- | ---------------------------------- | ---------------- | ----------------------------- |
| 1988 | XX. századi Drakula                | Nuzo lánya       |                               |
| 1998 | Anya kerestetik                    | Kristen          |                               |
| 2006 | Unspoken                           | Jani             | Rövidfilm                     |
| 2007 | Archer House                       | Tatum            | Rövidfilm                     |
| 2009 | Intersect                          | Victoria         | Rövidfilm                     |
| 2009 | Before the Cabin Burned Down       | Meg              | Rövidfilm                     |
| 2010 | Consent                            | Amanda           |                               |
| 2010 | Peep World                         | Film set P.A.    |                               |
| 2011 | A November                         | Barátnő          | Rövidfilm                     |
| 2011 | Pleased to Meet You                | Carson           |                               |
| 2012 | The Come Up                        | Jessica          | Rövidfilm                     |
| 2012 | Joyful Girl                        | Belle            | Rövidfilm                     |
| 2013 | C.O.G.                             | Jennifer         |                               |
| 2013 | Exiles                             | Juliet           | Rövidfilm, író és producer is |
| 2013 | Immediately Afterlife              | Bennett          | Rövidfilm                     |
| 2014 | Chuck Hank and the San Diego Twins | Claire           | Utómunkálatokat végzik        |
| 2015 | Surf Noir                          | Lacey            | Rövidfilm                     |
| 2015 | Martyrs                            | Lucie            |                               |
| 2015 | Still a Rose                       | Juliet           | Rövidfilm                     |
| 2015 | Amy                                | Amy              | Rövidfilm                     |
| 2015 | Sister Cities                      | Baltimore Baxter |                               |
| 2016 | We Are Here                        | N/A              | Forgatás alatt; író is        |
| 2017 | Feed                               | Olivia           |                               |
| 2018 | We Are Here                        | Woman            | Rövidfilm                     |
| 2018 | Clara                              | Clara            |                               |
| 2019 | Where'd You Go, Bernadette         | Becky            |                               |

### Televízió

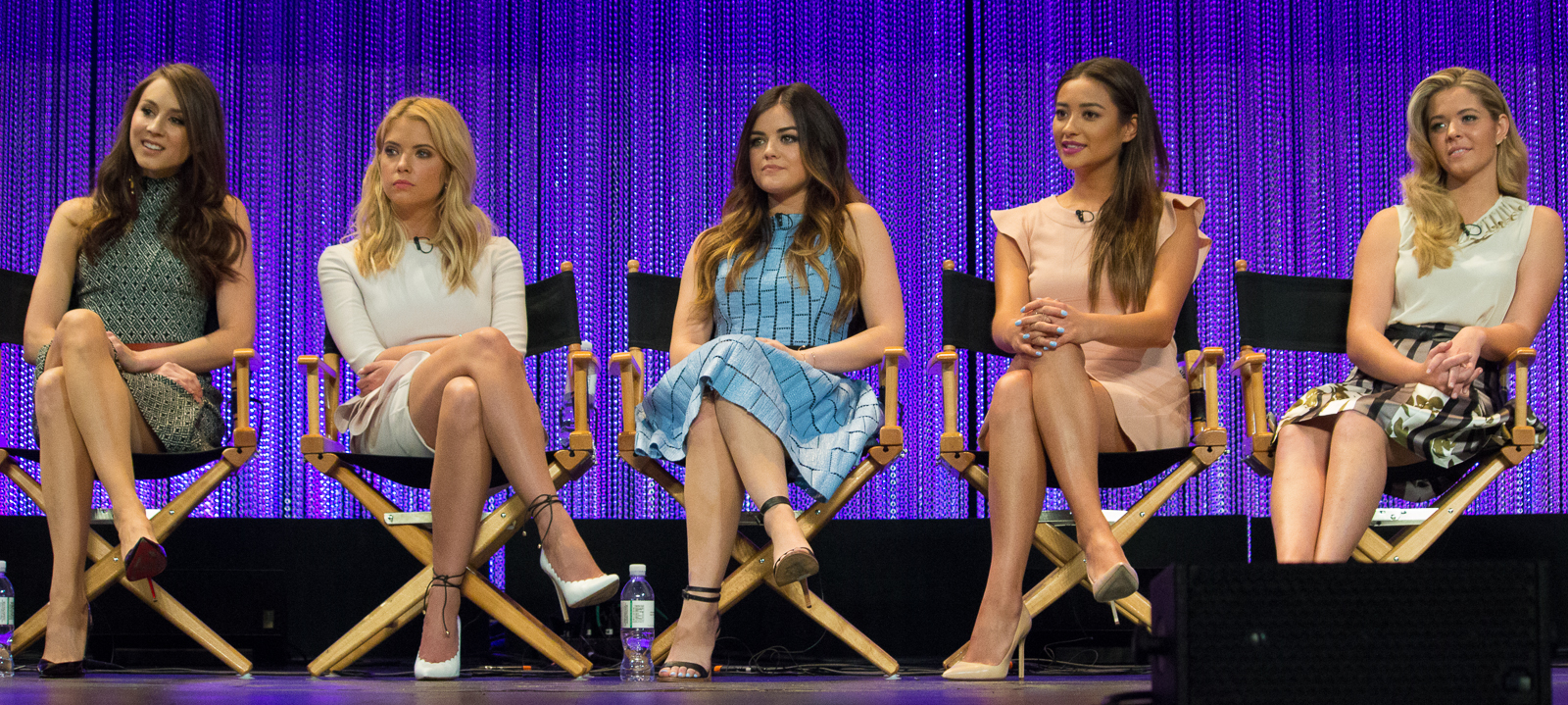
A Hazug csajok társasága szereplői 2014-ben

| Év        | Cím                        | Szerep           | Megjegyzés                  |
| --------- | -------------------------- | ---------------- | --------------------------- |
| 1990      | Quantum Leap - Az időutazó | Teresa Bruckner  | Epizód: "Another Mother"    |
| 1992      | Tequila és Bonetti         | Teresa Garcia    | Epizód: "The Rose Cadillac" |
| 1998      | JAG – Becsületbeli ügyek   | Erin Terry       | Epizód: "Tiger, Tiger"      |
| 2002      | First Monday               | Kimberly Baron   | 2 epizód                    |
| 2005-2006 | NCIS                       | Sarah McGee      | 2 epizód                    |
| 2010-2017 | Hazug csajok társasága     | Spencer Hastings | Főszereplő                  |
| 2015      | Briliáns elmék             | Claire Bowden    | 2 epizód                    |

### Web
| Év      | Cím                                             | Szerep               | Megjegyzés                                  |
| ------- | ----------------------------------------------- | -------------------- | ------------------------------------------- |
| 2012-13 | Lauren                                          | Sergeant Lauren Weil | Főszereplő                                  |
| 2014    | "Pa-gents with Chris Pine"                      | Cathryn Crest        |                                             |
| 2015    | "Instagram Intervention with Troian Bellisario" | Troian               | Megkapta a Funny or Die "Immortal" státuszt |

## Díjai és jelölései
| Év   | Díj                                 | Kategória                                                            | Cím                    | Eredmény |
| ---- | ----------------------------------- | -------------------------------------------------------------------- | ---------------------- | -------- |
| 2010 | Vison Fest                          | Legjobb alakítás (Női főszereplő)                                    | Consent                | Elnyerte |
| 2010 | FirstGlance Philadelphia            | Legjobb színésznő                                                    | Consent                | Elnyerte |
| 2011 | Young Hollywood Awards              | Cast to Watch (megosztva: Ashley Benson, Lucy Hale és Shay Mitchell) | Hazug csajok társasága | Elnyerte |
| 2011 | Teen Choice Awards                  | Choice Summer TV Star: női                                           | Hazug csajok társasága | Jelölve  |
| 2012 | Teen Choice Awards                  | Choice Summer TV Star: női                                           | Hazug csajok társasága | Elnyerte |
| 2013 | IAWTV Award                         | Legjobb női alakítás (Dráma)                                         | Lauren                 | Jelölve  |
| 2013 | New York Festivals                  | Legjobb alakítás (színésznő)                                         | Lauren                 | Elnyerte |
| 2013 | Streamy Award                       | Legjobb női alakítás (Dráma)                                         | Lauren                 | Jelölve  |
| 2013 | Teen Choice Awards                  | Choice TV Actress (Dráma)                                            | Hazug csajok társasága | Elnyerte |
| 2014 | Teen Choice Awards                  | Choice TV Actress (Dráma)                                            | Hazug csajok társasága | Jelölve  |
| 2015 | Teen Choice Awards                  | Choice Summer TV Star (Női)                                          | Hazug csajok társasága | Jelölve  |
| 2016 | Teen Choice Awards                  | Choice TV Actress (Dráma)                                            | Hazug csajok társasága | Jelölve  |
| 2017 | Teen Choice Awards                  | Choice TV Actress (Dráma)                                            | Hazug csajok társasága | Jelölve  |
| 2018 | Vancouver Film Critics Circle Award | Legjobb színésznő egy kanadai filmben                                | Clara                  | Jelölve  |

## Fordítás
- Ez a szócikk részben vagy egészben  a   Troian Bellisario című angol Wikipédia-szócikk ezen változatának fordításán alapul.  Az eredeti cikk szerkesztőit annak laptörténete sorolja fel. Ez a jelzés csupán a megfogalmazás eredetét és a szerzői jogokat jelzi, nem szolgál a cikkben szereplő információk forrásmegjelöléseként.